# Farol da Ponta dos Capelinhos
Der Farol da Ponta dos Capelinhos ist ein ehemaliger Leuchtturm in der Gemeinde Capelo im Westen der Azoreninsel Faial. Aufgrund des Vulkanausbruchs an der Ponta dos Capelinhos musste er im Oktober 1957 aufgegeben werden. Der Leuchtturm ist heute das Wahrzeichen des Besucherzentrums am Vulcão dos Capelinhos.

## Geschichte und Architektur
Der Bau des Leuchtturms begann am 1. April 1894. Im Jahre 1901 besuchten König Karl I. und Königin Amélie die Baustelle. Bis zum Juli 1903 waren die Arbeiten abgeschlossen, und am 1. August wurde der Leuchtturm in Betrieb genommen.
Der achteckige Turm mit Galerie war an der Basis mit einem zweistöckigen Gebäude verbunden, das die Wohnräume des Leuchtturmwärters sowie Lagerräume enthielt. Gekrönt wurde der Turm von einer Kuppel, unter der sich die Laterne befand. Der Leuchtturm und das Wohngebäude waren verputzt und weiß gestrichen.
Ein heftiges Erdbeben am 31. August 1926 führte zu Schäden, die aber bis 1927 beseitigt werden konnten. Im September 1957 kam es im Westen Faials zu einer Serie von Erdbeben, denen am 29. September eine Unterwassereruption etwa einen Kilometer westlich des Leuchtturms folgte. Im Oktober entstand vor der Küste, wo das Wasser zuvor 70 m tief gewesen war, eine 100 m hohe Vulkaninsel. Die Aschewolken stiegen bis zu 1200 m hoch, der Wasserdampf sogar drei bis vier Kilometer. Am 29. Oktober wurde das Licht des Leuchtturms gelöscht und das Personal evakuiert. Der Ausbruch dauerte noch bis zum Oktober 1958. Ausgeworfene Steine und die enorme Menge an vulkanischer Asche führten dazu, dass das Dach des Leuchtturmgebäudes einstürzte, und das Innere teilweise verschüttet wurde.
Bis zum Ende der 1950er Jahre wurde 2,5 km südöstlich der Farol de Vale Formoso errichtet, der den Farol da Ponta dos Capelinhos seitdem ersetzt.
In den Jahren 2006 bis 2008 wurde die Ruine des Leuchtturms saniert. Er bekam eine gläserne Kuppel und kann heute von Besuchern erstiegen werden. In unmittelbarer Nähe wurde ein unterirdisches Besucher- und Dokumentationszentrum erbaut.